# Tình yêu vô hình
Tình yêu vô hình ( tiếng anh:  Invisible Love; tiếng Trung Quốc: 挚爱无痕) là một bộ phim điện ảnh Việt Nam năm 2021 về đề tài tình yêu và số phận của một người con gái Việt Nam dưới thời Pháp thuộc do công ty TNHH Văn Hóa Hồng Nhật và Hãng Phim Truyện I hợp tác sản xuất. Phim được giám sát sản xuất bởi viện trưởng học viện Newyork Film Academy ông Bill Einreinhofer; Quách Tường làm đạo diễn. Đây là bộ phim có sự tham gia hợp tác của ba quốc gia Việt Nam, Trung Quốc và Mỹ.
Kịch bản ban đầu với cốt truyện được viết về nhân vật cũng như bối cảnh  diễn ra tại Trung Quốc. Sau đó theo yêu cầu của nhà sản xuất Việt Nam kịch bản đã được sửa lại cho phù hợp với con người và lịch sử Việt Nam. Nhà sản xuất mong muốn đưa hình ảnh của Việt Nam đến với bạn bè quốc tế, quảng bá đất nước con người Việt Nam thông qua những liên hoan phim trên thế giới, qua đó thu hút ngày càng nhiều những nhà làm phim trên thế giới đến Việt Nam làm phim.
Tình yêu vô hình được công chiếu lần đầu tiên tại Liên hoan phim quốc tế Paris 2021, phim đã vinh dự đạt được ba giải thưởng cao quý " Giải phim truyện xuất sắc nhất"; "giải phim hợp tác quốc tế xuất sắc nhất"; " giải giành cho diễn viên quốc tế xuất sắc nhất" dành cho nữ diễn viên chính Hoàng Phượng. Cũng trong năm 2021 phim lần lượt nhận được nhiều đề cử và giải thưởng tại các liên hoan phim như: Liên hoan phim Houston, Liên hoan phim thành phố NewYork, Liên Hoan phim độc lập quốc tế Mỹ.
Phim lấy bối cảnh chính tại Hội An và Đà Nẵng  kể về câu chuyện một người con gái Việt Nam tại một bệnh viện Thiên chúa giáo vào những năm 1930 thời Pháp thuộc. Cuộc tìm kiếm tình yêu của cô chỉ mang đến bi kịch. Cuối cùng, cô nhận ra người đàn ông duy nhất yêu cô là người không đòi hỏi ở cô thứ gì cả. Phim dựng lại không khí bị đè nén của xã hội Việt Nam dưới thời Pháp thuộc lúc bấy giờ, thông qua đó thể hiện niềm khát khao được thoát ra thực trạng của người dân và nhất là người phụ nữ.
- Hoàng Phượng: vai Nguyễn Thị Hoa
- Nguyễn Sỹ Trọng: vai Hoàng Văn Nam
- Kazy Tauginas: vai James
- Yang Yucheng:  vai Lý Quốc Thành
- Bùi Bài Bình: vai Thôi tiên sinh
- Li Da: vai Tiêu Đức Quý
- Bùi Minh phương: vai Mẹ Tiêu Đức Quý
- Lưu Thiên Hoa: vai vợ Hoàng Văn Nam
- Bill Einreinhofer: vai viện trưởng bệnh viện
- Liang Xinzhan: vai Tam Thuận
- Phạm Đức: vai Luật sư Cố
- Nguyễn Phương Thảo: Tống muội
- Cao Thị Lan: vai Dì ba
- Nguyễn Văn Phàn vai Phó quản cơ
- Trương Kim Xen vai Bố Hoàng Văn Nam
- Nguyễn Ngọc Tấn Phát vai Bé Mao Mao
- Dương Khánh vai Đội trưởng huấn luyện tân binh
- Phan Văn Quang vai Luật sư nguyên đơn
- Frank Trott vai Quan tòa
- Kevin Robida vai Henry
- Chris Moonie vai Trưởng sở cẩm
- Melville Ralph Aston vai Trưởng nhà giam
- Adrian Hodge vai Pháp y
- Sferico James vai Ca sĩ
- Donavan O' Connor vai Bác sĩ

Phim hoàn thành quá trình quay vào cuối năm 2018. Hoàn thành hậu kỳ trong năm 2019. Đầu năm 2020 phim được cấp phép phổ biến của cục điện ảnh Việt Nam.
Trong giai đoạn casting diễn viên đoàn phim gặp khó khăn nhất trong việc tuyển chọn nữ diễn viên chính. Yêu cầu của đạo diễn đưa ra đối với diễn viên nữ chính là phải mang đậm nét mặt của người con gái Á Đông, từ khuôn mặt, làn da động tác, cử chỉ, dáng điệu.... và không được phẫu thuật thẩm mỹ, tất cả đều phải thực nhất với người con gái thời bấy giờ. Hoàng Phượng là diễn viên cuối cùng và cũng không tham gia vào hai dịp casting miền Bắc và miền Nam của đoàn phim. Cô gặp đạo diễn và thử vai hai lần trước khi được chọn làm diễn viên chính cho bộ phim.
Phim được lấy bối cảnh hoàn toàn tại Hội An và Đà Nẵng, những địa điểm được đoàn làm phim lựa chọn là những điểm được giữ gìn và bảo tồn từ thời Pháp thuộc còn được lưu giữ cho đến ngày nay. Không chỉ bối cảnh được chú trọng về không gian và màu sắc mà tất cả đạo cụ và phục trang trong phim cũng được họa sỹ thiết kế mỹ thuật Vi Ngọc mai chú trọng yêu cầu khắt khe để có thể tạo ra cho khán giả cái nhìn chân thực nhất về Việt Nam thời bấy giờ.
Phim được quay vào mùa mưa lũ hàng năm tại Hội An nhưng đoàn làm phim đã linh động khắc phục và hoàn thành đúng với kế hoạch quay trong 24 ngày. Đoàn làm phim lần đầu tiên hợp tác giữa ba quốc gia với ba ngôn ngữ khác nhau nhưng trong quá trình làm việc đã dùng ngôn ngữ điện ảnh để phối hợp được tốt nhất. Bộ phim được hoàn thành và kết thúc vào dịp giáng sinh năm 2018.
| Năm  | Giải thưởng/ Sự kiện                                                       | Hạng mục                                                              | Đối tượng đề cử  | Kết quả    | Nguồn |
| ---- | -------------------------------------------------------------------------- | --------------------------------------------------------------------- | ---------------- | ---------- | ----- |
| 2020 | Liên Hoan Phim quốc tế độc Lập NewYork (The Indie Fest)                    | Phim điện ảnh Châu Á Xuất Sắc (Award of Merit)                        | Tình yêu vô hình | Đoạt giải  |       |
| 2020 | Liên Hoan Phim quốc tế độc Lập NewYork (The Indie Fest)                    | Chỉ đạo mỹ thuật xuất sắc (Chỉ đạo mỹ thuật xuất sắc)                 | Vi Ngọc Mai      | Đoạt giải  |       |
| 2021 | Liên Hoan Phim quốc tế Paris (Paris International Film Festival)           | Phim điện ảnh quốc tế xuất sắc (Best Narrative Feature Film 2021)     | Tình yêu vô hình | Đoạt giải  | [ 2 ] |
| 2021 | Liên Hoan Phim quốc tế Paris (Paris International Film Festival)           | Phim hợp tác quốc tế xuất sắc (Best International Collaboration 2021) | Tình yêu vô hình | Đoạt giải  |       |
| 2021 | Liên Hoan Phim quốc tế Paris (Paris International Film Festival)           | Diễn viên quốc tế xuất Sắc (Best International Collaboration 2021)    | Hoàng Phượng     | Đoạt giải  |       |
| 2021 | Liên hoan phim quốc tế Houston (WorldFest Houton 54)                       | Phim truyện nước ngoài xuất sắc                                       | Tình yêu vô hình | Đề cử      |       |
| 2021 | Liên hoan phim quốc tế Houston (WorldFest Houton 54)                       | Diễn viên Châu Á xuất sắc                                             | Hoàng Phượng     | Tranh giải |       |
| 2021 | Liên Hoan Phim Newyork (NYCIFF) (Newyork City International Film Festival) | Phim truyện xuất sắc                                                  | Tình yêu vô hình | Đề cử      |       |
| 2021 | International Filmaker Festival of Newyork (IFFNY)                         | BEST FEATURE FILM AWARD                                               | Tình yêu vô hình | Đoạt giải  | [ 3 ] |